# Foxconn

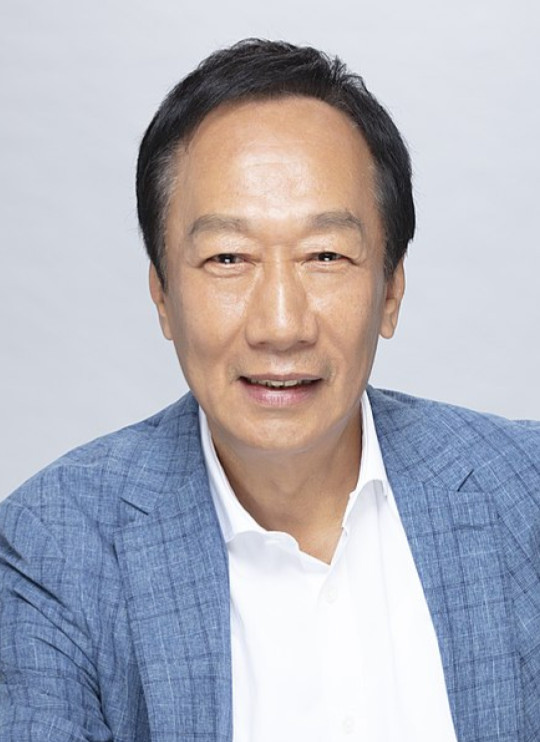
Terry Gou, założyciel Foxconn

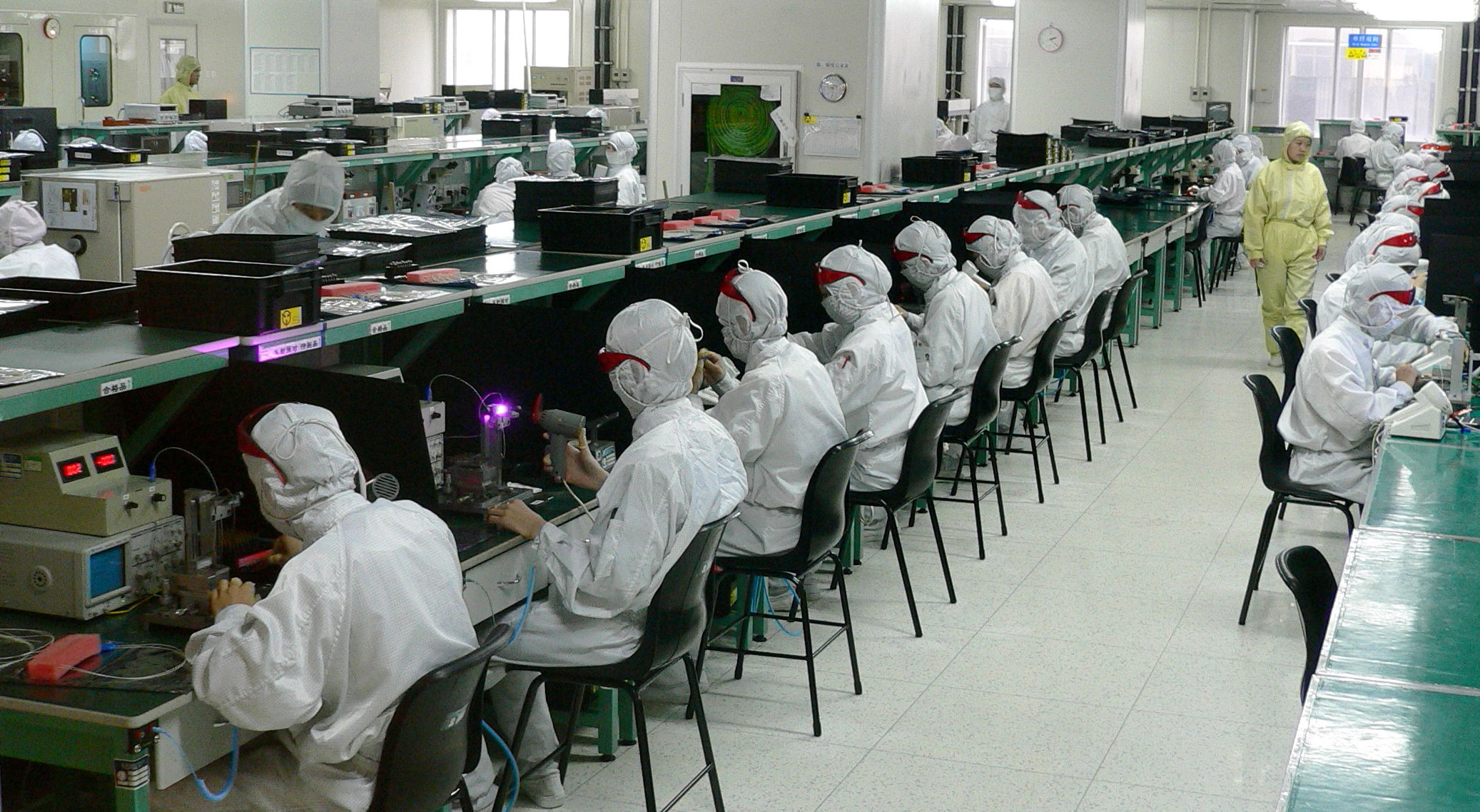
Fabryka w Shenzhen w Chinach

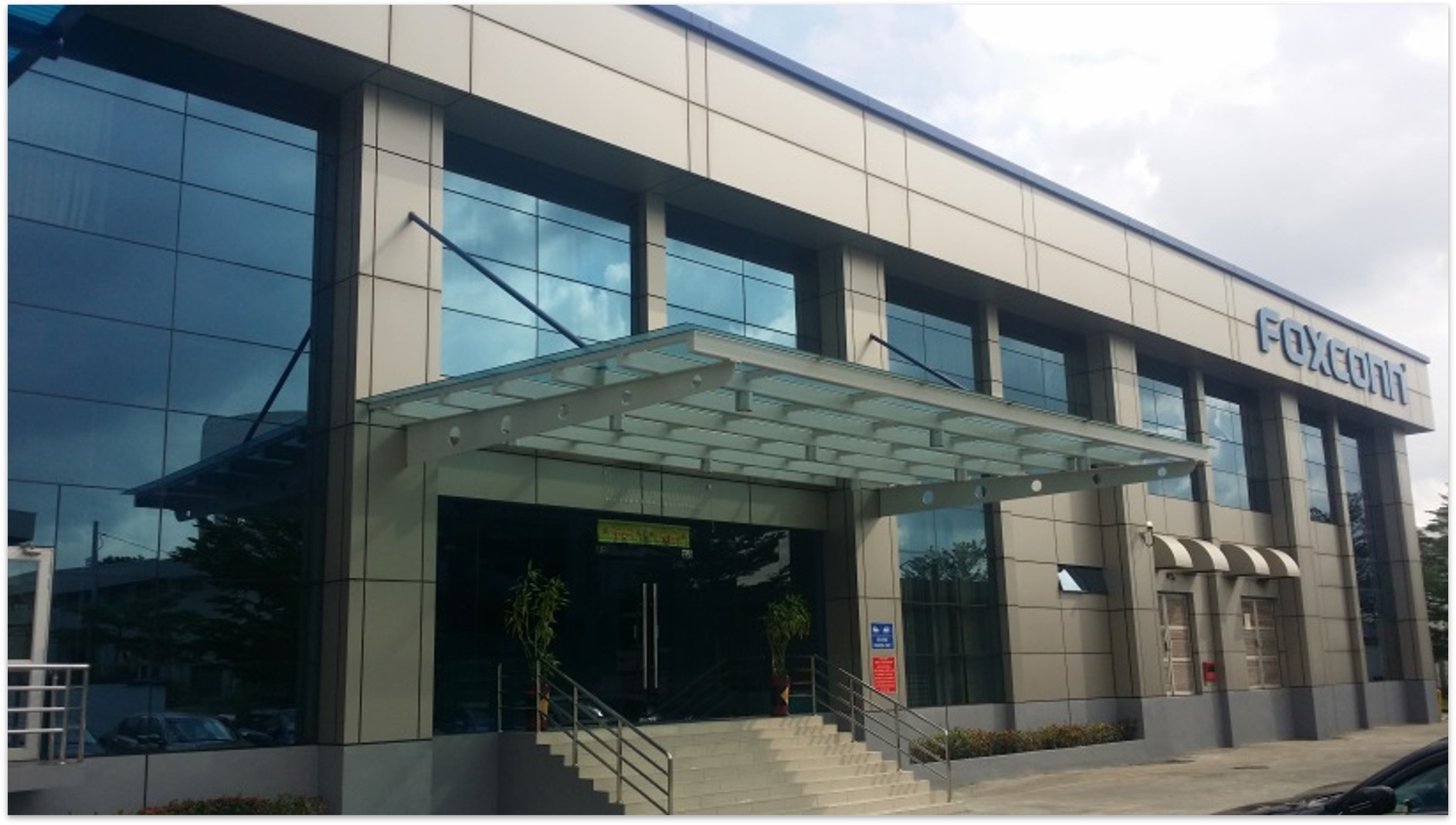
Fabryka w Kulai w Malezji

Foxconn Group – tajwański międzynarodowy producent podzespołów i komponentów elektronicznych, dostarczający je na zlecenie globalnych wielobranżowych koncernów produkujących m.in. smartfony, komputery, samochody czy konsole do gier. Marka handlowa firmy Hon Hai Precision Industry Co. Ltd., działającej od 1974 roku z siedzibą w Tajpej.
W 2010 roku Foxconn był największym na świecie dostawcą komponentów elektronicznych, a także czwartym największym na świecie gigantem branży technologicznej pod kątem wielkości przychodów.

## Główni odbiorcy
- Apple[7]: iPod, iPhone, Mac mini i laptopy z serii MacBook
- Xiaomi[8]: sprzęt elektroniczny
- Intel[9]: płyty główne z chipsetami
- Sony[10]: konsole z serii PlayStation
- Huawei[11]: sprzęt elektroniczny
- Nintendo[12]: Wii, DS
- Microsoft[13]: konsole z serii Xbox
- Motorola[14]: telefony komórkowe
- Amazon[15]: czytniki Kindle
- Dell[16]: komputery osobiste i laptopy
- HP[17]: komputery osobiste i laptopy
- Nokia[18]: telefony komórkowe
- Cisco[19]: produkty teleinformatyczne

## Motoryzacja

### Udziałowiec
Pod koniec drugiej dekady XXI wieku Foxconn rozpoczął silnie angażować się w dynamicznie rozwijający się podsektor samochodów elektrycznych, występując w tym przypadku nie jako dostawca podzespołów, lecz inwestor. W 2016 roku razem z chińskim potentatem branży motoryzacyjnej, koncernem FAW Group, a także dwójką niemieckich menedżerów założono startup Byton. Pomimo prezentacji produkcyjnego SUV-a M-Byte, firma podczas pandemii COVID-19 popadła w kryzys finansowy, co skłoniło Foxconn do wycofania się z pogrążonego w długach projektu we wrześniu 2021.
W styczniu 2021 Foxconn ogłosił razem z chińskim koncernem Geely chęć wdrożenia do produkcji w Chinach elektrycznego crossovera FF 91, który dotychczas nie doczekał się tego w wykonaniu amerykańskiego startupu Faraday Future. W maju tego samego roku Foxconn zawarł współpracę z amerykańskim Fiskerem, na mocy której tajwański gigant będzie produkować samochody tego startupu w Stanach Zjednoczonych. W listopadzie 2021 z kolei Foxconn w całości przejął amerykański startup Lordstown Motors wraz z jego fabryką w amerykańskim mieście Lordstown, pozwalając przez to na uruchomienie produkcji projektu elektrycznego pickupa Endurance, do którego doszło ostatecznie we wrześniu 2022.
W 2022 roku Foxconn zaangażował się w kolejne motoryzacyjne inicjatywy jako współudziałowiec i dostawca technologii. We wrześniu 2022 zaprezentowany został pierwszy seryjny tajwański samochód elektryczny Luxgen n7, przy którego budowie udział brał Foxconn. W listopadzie tego samego roku tajwański koncern ogłosił razem z saudyjskim następcą tronu Mohammedem bin Salmanem utworzenie nowej spółki joint venture, która poczynając od 2025 roku będzie produkować pierwsze w historii tego kraju samochody elektryczne pod marką Ceer.
W lipcu 2023 Foxconn znalazł się w konflikcie z przejętym przed 2 laty Lordstown Motors, które ogłaszając upadłość oskarżyło tajwańskiego partnera o jej celowe wywołanie w 170-milionowym pozwie sądowym. Dwa miesiące później odbyła się premiera crossovera Fisker Pear, do którego produkcji wyznaczono odtąd w całości należące już do Foxconna zakłady w Lordstown poczynając od połowy 2025 roku.

### Foxtron
We wrześniu 2020 roku Foxconn ogłosił oficjalnie plan wkroczenia do branży motoryzacyjnej nie tylko jako inwestor, ale i bezpośrednio w roli producenta własnych samochodów elektrycznych – w tym celu rozpoczęto współpracę z tajwańskim koncernem Yulon w ramach spółki joint venture. Nieco ponad rok później oficjalnie zainaugurowano powstanie marki samochodów elektrycznych Foxtron, prezentując trzy prototypy: luksusową limuzynę Model E, crossovera Model C oraz autobus Model T. Pojazdy mają trafić do seryjnej produkcji w Tajlandii poczynając od 2023 roku.

## Krytyka

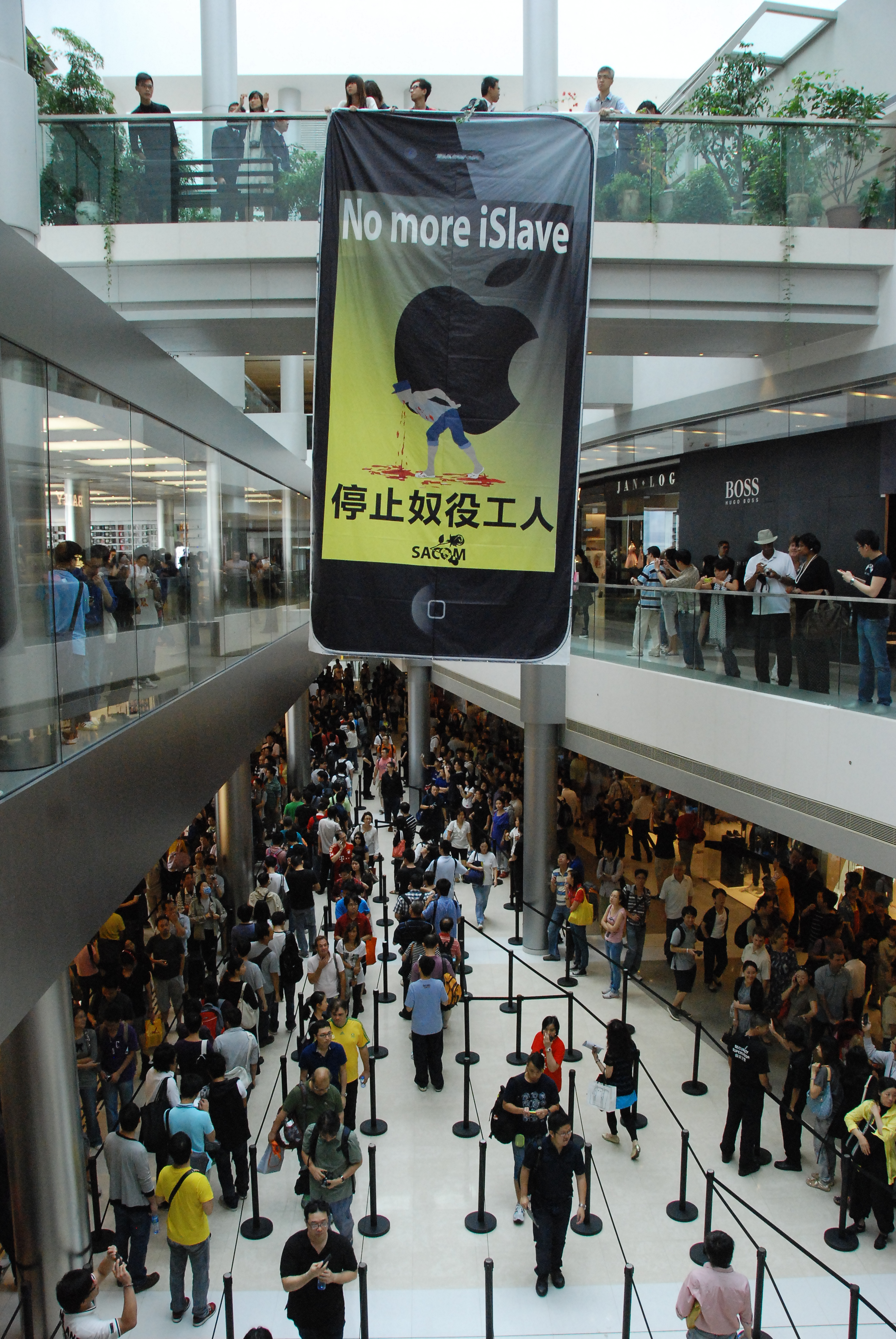
Protest przeciwko ignorowaniu przez Apple warunków pracy w Foxconn

W 2006 roku media informowały o naruszaniu prawa pracy przez firmę Foxconn. Firma zmuszała swoich pracowników do dodatkowych 80 godzin pracy miesięcznie. Przedsiębiorstwo nastawione było na zatrudnianie kobiet, które pracowały po 15 godzin dziennie. Władze firmy były przekonane, że kobiety są „bardziej szczere i mniej skłonne do narzekań”. Jak podała organizacja Reporterzy bez Granic, gdy przypadki łamania prawa zostały zauważone przez media, władze Chińskiej Republiki Ludowej poczyniły starania, by informacje o tym nie były dalej rozpowszechniane.
W lipcu 2009 Sun Danyong, jeden z pracowników firmy Foxconn w Chinach, popełnił samobójstwo. Był on rzekomo odpowiedzialny za dostarczenie 16 prototypowych iPhone’ów do Apple’a. Gdy zorientował się, że jednego urządzenia mu brakuje, zgłosił ten fakt Foxconnowi. Pojawiły się przypuszczenia, że Sun Danyong znalazł się pod dużą presją władz firmy Foxconn, które oskarżyły go o zatrzymanie urządzenia dla siebie, i dlatego ostatecznie odebrał sobie życie.
19 maja 2010 pojawiły się informacje, że w ciągu ostatnich sześciu miesięcy w fabryce Foxconn w Shenzhen w Chinach doszło do 9 prób samobójczych, z czego 7 było udanych. „Southern Weekly”, jedna z chińskich gazet, wysłała reportera do fabryki produkującej dla Apple’a komputery, iPody, iPady i iPhone’y. Miał on, udając pracownika, udokumentować panujące w fabryce warunki pracy. Za męczącą i monotonną pracę pracownicy dostają jedynie około 130 USD miesięcznie. Fabryka jest dobrze strzeżona, o czym przekonali się dziennikarze z agencji Reutera, którzy zostali zaatakowani przez ochronę. Gdy na miejsce przybyła policja, dziennikarze ci usłyszeli, że Foxconn traktowany jest w mieście „w szczególny sposób”.
Foxconn jako rozwiązanie na problem z męczącą i słabo płatną dla pracowników pracą (krytykowaną poprzez różne organizacje) uznał automatyzację, co pozwoliło na utrzymanie konkurencyjnych cen dla odbiorców. W samym 2016 zastąpiono 60 000 pracowników (ze 110 tysięcy zatrudnianych) robotami.